# Handlungsprodukt
Handlungsprodukte sind die Ergebnisse handlungsorientierten Unterrichts. Nach der Festlegung des Handlungsproduktes wird dieses erarbeitet, gesichert und ausgewertet. Handlungsprodukte sind vielgestaltig. Nach Hilbert Meyer sind sie die veröffentlichungsfähigen materiellen und geistigen Ergebnisse der Unterrichtsarbeit. Sie entspringen der Grundidee der  konstruktivistischen Didaktik.
Es kann sich um hergestellte Mediendokumente aller Art (Bilder, Aufsätze, Ton- oder Videodokumente) oder auch um Inszenierungen (Diskussion, Aufführungen, Feste) handeln. Je komplexer das Handlungsprodukt ist, umso wahrscheinlicher wird eine Realisierung im Rahmen der Projektarbeit.
Beispiele:
- Plakat
- Wandzeitung
- Verfahrensanweisung
- Collage
- Fotostrecke
- Gemälde
- Radioreportage
- Videoclip
- Podiumsdiskussion
- Theaterstück

Die Arbeit am Handlungsprodukt dient der Förderung von Motivation, selbstständigen Handeln und dem Erwerb eines ganzheitlichen Denkens. Das Interesse an der Gesellschaft soll vorangetrieben werden.